# 中島咲愛
中島 咲愛（なかじま さえ、1999年6月18日 - ）は、日本の女子バレーボール選手である。

## 来歴
宮崎県宮崎市出身。姉の影響で小学1年生からバレーボールを始める。
宮崎日本大学高等学校を経て、鹿屋体育大学に進学。2020年、全日本インカレで優勝に貢献し、自身もレシーブ賞を受賞した。
2021/22シーズン、V.LEAGUE DIVISION1 WOMEN（V1女子）に所属する久光スプリングスの内定選手となった。
2022年、大学卒業後に、久光スプリングスに入団した。2022/23シーズンの2022年11月5日、V1女子の岡山シーガルズ戦に第4セットから出場し、Vリーグデビューを果たす。セットカウント1-2でリードされている展開からの出場で、そこからの逆転勝ちに貢献した。翌日の試合（同じく岡山戦）ではスタメン出場を果たし、そちらでもチームの勝利に貢献した。
2022-23シーズン、V1女子で最優秀新人賞を受賞した。
2023年、FISUワールドユニバーシティゲームズ（2021成都）のユニバーシアード日本代表に選出。銀メダルを獲得した。
2023-24シーズンより、久光スプリングスでの背番号が21から5に変更となった。

## 球歴
- ユニバーシアード日本代表 - 2023年

## 所属チーム
- 宮崎日本大学高等学校（2015-2018年）
- 鹿屋体育大学（2018-2022年）
- 久光スプリングス/SAGA久光スプリングス（2022年-）

## 受賞歴
- 2020年 - 全日本バレーボール大学男女選手権大会 レシーブ賞
- 2023年 - 2022-23 V.LEAGUE DIVISION1 WOMEN 最優秀新人賞